# Noccaea cypria
Noccaea cypria är en korsblommig växtart som först beskrevs av Joseph Friedrich Nicolaus Bornmüller, och fick sitt nu gällande namn av Friedrich Karl Meyer. Noccaea cypria ingår i släktet backskärvfrön, och familjen korsblommiga växter. Inga underarter finns listade i Catalogue of Life.